# Легенда о убоду у леђа
Легенда о убоду у леђа је израз којим се описује став, широко распрострањен у немачкој јавности у међуратном периоду, према коме царска Немачка није била војнички поражена од сила Антанте у Првом светском рату, односно да је до капитулације дошло пре свега због субверзивних активности у позадини, односно масовне издаје од стране цивилних политичара. Тај став су жестоко пропагирали десничарски, односно националистички и монархистички кругови, како би поткопали социјалдемократске и либералне властодршце поратне Вајмарске Републике, а широку је подршку стекао и због одредаба Версајског мировног уговора чије су економске последице изазвале огромно сиромаштво и друге недаће међу најширим слојевима становништва. Мит о ножу у леђа је од свих најбоље искористио Адолф Хитлер са својом Нацистичком партијом како би дошао на власт, односно после спровео бруталну кампању „чишћења” Немачке од „субверзивних” елемената. Израз се касније користио за сличне феномене и у неким другим државама, односно настојања да се ратни порази припишу "роварењу" из позадине.
Историчари у Немачкој и ван ње једногласно одбацују мит, истичући да је царска Немачка армија остала без резерви, да је била преплављена уласком Сједињених Држава у рат, и да је већ војно изгубила рат крајем 1918. године.

## Позадина
Цивилни представници новоформиране Вајмарске републике 11. новембра 1918. потписали су примирје са савезницима, које је окончало Први светски рат. Сам рат је коштао Немачку 1.770.000 војника и 760.000 цивила и разорио економију. Версајски споразум који је уследио довео је до додатних територијалних и финансијских губитака. Људи су тражили жртвеног јарца и немачка војска га је нашла у комунистима, републиканским политичарима и „међународној јеврејштини“, заједно названим „новембарским криминалцима“. Они су их, како су војни команданти тврдили „уболи у леђа“ на домаћем фронту. Немачки термин Dolchstoßlegende играо је важну улогу у међуратној Немачкој.
У каснијем периоду рата, Немачком је практично руководила војна диктатура, са врховном високом командом ( -, -Шаблон:Oberste Heeresleitung) и генералом фелдмаршалом Паулом фон Хинденбургом као шефом штаба који је саветовао цара. Када је последња немачка офанзива на западном фронту заказала 1918, а српска војска приморала Бугарску на капитулацију, постало је јасно да је даље ратовање узалудно. ОХЛ је реаговао тако што је брзо извео промену ка цивилној власти. Генерал Ерих Лудендорф, немачки шеф штаба је рекао: „Тражио сам од његове екселенције да сада да власт оним круговима којима имамо да захвалимо што смо дошли овде где смо сада. Стога ћемо довести ту господу у министарства. Они сад могу да склопе мир који мора бити склопљен. Нека они поједу чорбу коју су кували нама!“
Како је цар био приморан да абдицира и војска је препустила извршну власт, цивилна влада је морала да потпише мировни уговор. Ово је довело до потписивања Версајског споразума. Чак иако су јавно презирали споразум, он је био најповољније решење за генерале - није било трибунала за ратне злочине, слављени су као непоражени хероји, и могли су скривено да се припреме за уклањање републике, у чијем су стварању помогли.
Уистину, већ 1919. Рајхсвер је почео да образује Адолфа Хитлера о узроцима рата и пораза, дубоко урезавши Dolchstoßlegende у његов ум; Лудендорф је водио неуспешни Пивнички пуч 8. новембра, 1923. заједно са Хитлером; Рајхсвер је пружио рану финансијску подршку Нацистичкој партији; а 85-годишњи Паул фон Хинденбург је именовао Хитлера за немачког канцелара 30. јануар 1933.
Може се рећи да је ова легенда званично настала у новембру 1919, када је Хинденбург покушао да ослободи оптужби себе и немачку армију у целини, сваљујући кривицу посебно на убод у леђа (Dolchstoß) од стране трупа стационираних у Немачкој, који су се придружили војничким и морнарским синдикатима током спартакистичких устанака. Израз „новембарски криминалци“ се односи и на државнике који су потписали Версајски споразум и на „широку јеврејско-марксистичку заверу“ како су је често називали, као и на Немце који су сматрани недовољно патриотски или милитаристички настројеним. Израз се такође односио и на оне који су учествовали у револуцији у којој је свргнута царска влада и створена Вајмарска Република.
Како ниједан савезнички војник није крочио на немачко тле, многи који су веровали у потпуну непобедивост војске су тврдили да су државници који су потписали Версајски споразум издајници, и да би иначе Немачка победила. Као резултат споразума, немачке територије су смањене, Рајнска област је демилитаризована и савезничке трупе су патролирале рејоном. Немачка је морала да плати ратне репарације. Из перспективе пропаганде, можда најзначајнији аспект споразума је била Клаузула о кривици за рат, која је приморала Немачку да прихвати целокупну одговорност за рат.
Споразум је постао изразито непопуларан у Немачкој, не малим делом и због тога што се знатно мешао у унутрашња питања Немачке. Ипак, савезници су били вољни да постепено олабаве споразум у долазећим годинама како бу контрирали антикапиталистичком Совјетском Савезу. Штавише, Вајмарска Република под Фридрихом Ебертом је силовито гушила радничке устанке помоћу рајхсвера, и толерисаних терора паравојних група, фрајкора које су формиране широм Немачке. Упркос, или због ове толеранције екстремне деснице, република је снажно нападана, многи од њених представника су убијени, попут Валтера Ратенауа, а вође су биле називане „криминалцима“ и Јеврејима од стране десничарске штампе, којом је доминирао Алфред Хугенберг.
Добро финансирана Dolchstoß пропаганда је успела да прикрије кључне чињенице о примирју и Вајмарској Републици, тако да се идеја убода у леђа могла искористити у градњи нацистичког покрета у Немачкој. Емоционална успешност кампање је проистекла из начина на који је преусмеравала бес и збуњеност коју није осећао само просечан Немац, већ и војници који су се враћали са ратишта. Многи од ових људи су осећали како су одвојени од цивилног друштва као целине због својих искустава са фронта, и били су више него вољни да се придруже фрајкорима захтевајући неку врсту освете. Латентни антисемитизам, интензивиран јеврејском доминацијом у кратко-постојећој Баварској Совјетској Републици, је лако био експлоатисан и дограђиван, како би се створила идеологија расизма.
Као такав, Dolchstoß је брзо постао централна слика у пропаганди коју је подржаној од стране многих десничарских и традиционално конзервативних политичких партија које су поникле у раним данима Вајмарске Републике, укључујући хитлерову НСДАП. За самог Хитлера је ово поседовање модела који је објашњавао Први светски рат било од кључног личног значаја. Он је сазнао за пораз Немачке док је лечен од привременог слепила након што је био изложен бојном гасу на фронту. Он је тврдио да је у то време имао визију која га је нагнала да уђе у политику и „исправи ове страшне неправде,“ (Шпилфогел) „ослободи Немце из ланаца и учини Немачку великом“. Током целе каријере је успешно оговарао „новембарске криминалце“.

## „Убод у леђа“ изван Вајмарске Немачке
Услед врло снажне слике „убода у леђа“, и уобичајеног погледа међу неким политичким конзервативцима да политички непријатељски фронтови код куће доводе до пораза у ратовима које је иначе могуће добити, легенда о убоду у леђа је распрострањена легенда у многим модерним друштвима. На пример, легенду о убоду у леђа често користе амерички конзервативци да објасне пораз САД у Вијетнамском рату. У контексту америчке умешаности у Вијетнамски рат, легенда о убоду у леђа је део комплекса Вијетнамског синдрома.

## Еквиваленати у другим земљама

### Сједињене Државе
Паралелне интерпретације националне трауме након војног пораза појављују се у другим земљама. На пример, то је примењено на учешће Сједињених Држава у Вијетнамском рату и у митологији изгубљеног случаја Конфедерације.

### Русија
Током побуне Вагнерове групе 2023. године, лидер руског режима Владимир Путин назвао је ову побуну коју је предводио његов бивши пријатељ Јевгениј Пригожин као „нож у леђа нашој земљи и нашем народу“. Он је такође направио поређење између потенцијалних исхода војног удара и утицаја који би он могао имати на рат који је у току, подсећајући на пораз Русије у Првом светском рату након Руске револуције.